# Tanya Plibersek

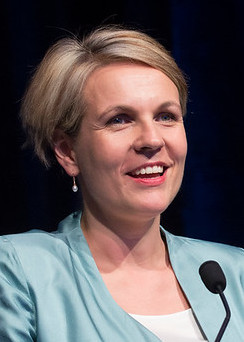
Tanya Plibersek (2013)

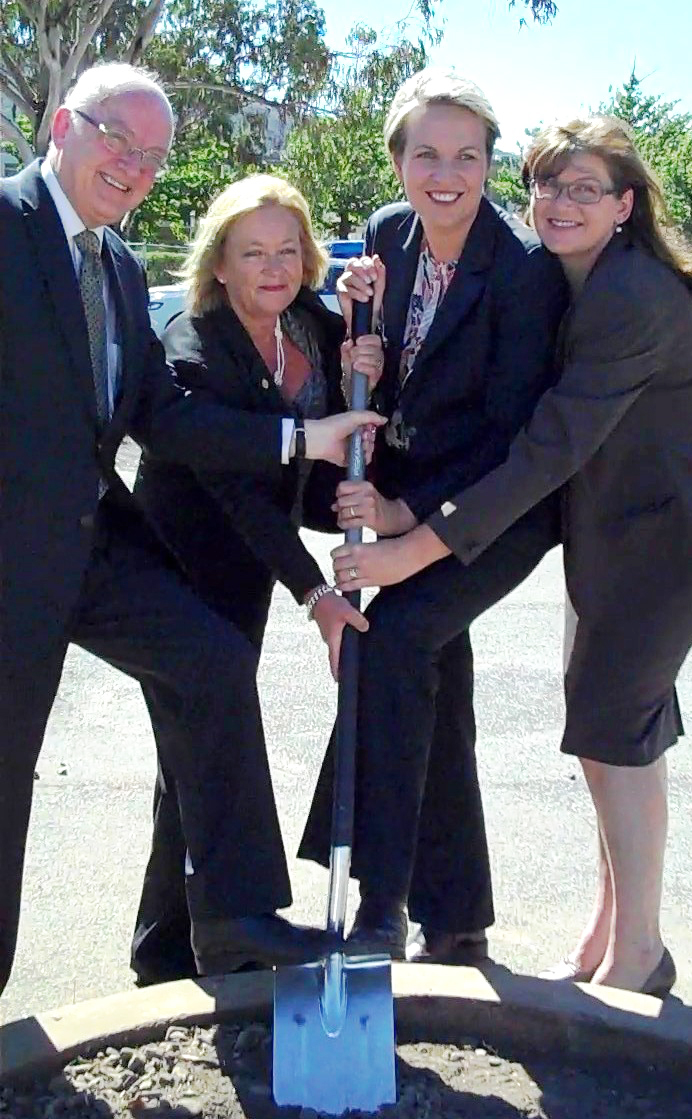
Tanya Plibersek (2. von rechts)

Tanya Joan Plibersek (* 2. Dezember 1969 in Sydney) ist eine australische Politikerin. Sie war von 2013 bis 2019 stellvertretende Vorsitzende der Labor-Partei sowie stellvertretende Oppositionsführerin. Zuvor amtierte sie als Frauenministerin (2007–2010) und als Gesundheitsministerin (2011–2013) in Australien. In der Regierung Albanese I war sie Ministerin für Umwelt und Wasser.

## Leben
Plibersek wurde 1969 in Sydney als Tochter slowenischer Einwanderer geboren. Sie ist verheiratet und hat drei Kinder.

## Politik
Bei der Parlamentswahl 1998 wurde sie für den Wahlkreis Sydney erstmals in das australische Repräsentantenhaus gewählt. Den Wahlkreis konnte sie bei den folgenden Wahlen für sich behaupten. Bei der Wahl 2004 war sie im Schattenkabinett der Labor-Partei als Ministerin für Familie und Arbeit vertreten. Nachdem die Labor-Partei bei der Parlamentswahl 2007 stark zulegen und die Regierung stellen konnte, wurde sie als Bau- und Frauenministerin unter Kevin Rudd vereidigt. Dieses Amt übte sie von Juni 2010 bis September 2010 unter der Führung von Julia Gillard weiter aus. Nachdem im September 2010 eine Labor-Minderheitsregierung unter Gillard gebildet wurde, war sie Ministerin fūr Soziale Dienstleistungen und Soziale Integration.
Im Dezember 2011 wurde Nicola Roxon Justizministerin Australiens. Plibersek folgte Roxon nach als Gesundheitsministerin und von Amts wegen auch Mitglied des Bundeskabinetts. In der Kampfabstimmung um den Parteivorsitz im Juni 2013 unterstützte sie Parteichefin Julia Gillard. Obwohl Gillards Widersacher Rudd die Abstimmung gewann und Premierminister wurde, behielt er Plibersek im Kabinett. Nachdem Labor die Wahl im September 2013 verloren hatte, wurde Plibersek in ihrem Amt von Peter Dutton (Liberal Party) abgelöst.
Nachdem Kevin Rudd infolge der Wahlniederlage Konsequenzen gezogen hatte und zurückgetreten war, wurde Plibersek beim Parteitag im Oktober 2013 stellvertretende Vorsitzende der Labor-Partei. Neuer Parteichef wurde Bill Shorten. Nach zwei in Folge verlorenen Wahlen 2016 und 2019 verzichtete sie nach dem Rücktritt Shortens 2019 auf ihr Amt als Vizeparteivorsitzende und kandidierte trotz Unterstützung von Shorten und Gillard nicht für den Parteivorsitz der Labor Party. Unter dem neuen Vorsitzenden Anthony Albanese wurde Plibersek Schattenministerin für Bildung.